# Osburga
Osburga, född okänt år, död före år 856, var drottning av Wessex, gift med kung Æthelwulf av Wessex.
Hon var dotter till Oslac, som var kungens betjänt och en inflytelserik person vid hovet; genom sin far härstammade hon från kung Cerdic av Wessex. 
Osburga skildras av Assur, som var levnadskildrare för hennes son Alfred den store. Assur beskrev henne som "en ytterst religiös kvinna, nobel genom både födsel och karaktär". Osburga ska ha varit mor till alla kungens barn. 
Den mest kända skildringen av henne är då hon visade en bok med saxiska sånger för sina söner, och lovade att den som lärde sig sångerna utantill skulle få boken, en tävling som vanns av Alfred. 
Det är inte känt när hon avled, men det måste ha varit före makens andra giftermål år 856. 